# Kanaat van Chagatai
Het kanaat van Chagatai of Chagatai-kanaat (Mongools: Цагадайн Хаант Улс, Tsagadain Khaant Oels) was een kanaat dat werd gesticht door Chagatai, de tweede zoon van Genghis Khan, uit zijn ülüs (erfdeel). Het besloeg bij de stichting in 1225 het gebied dat tegenwoordig in de Centraal-Aziatische staten Afghanistan, Oezbekistan, Kirgizië, Tadzjikistan, Azerbeidzjan en Kazachstan, evenals Noord-Iran ligt. Later werd het kanaat van Chagatai verder uitgebreid. In de jaren 1340 viel het kanaat uiteen in een westelijk deel, dat bekendstaat als het Westelijk Kanaat van Chagatai en een oostelijk deel dat bekendstaat onder de naam Moghulistan.

## Vroege geschiedenis

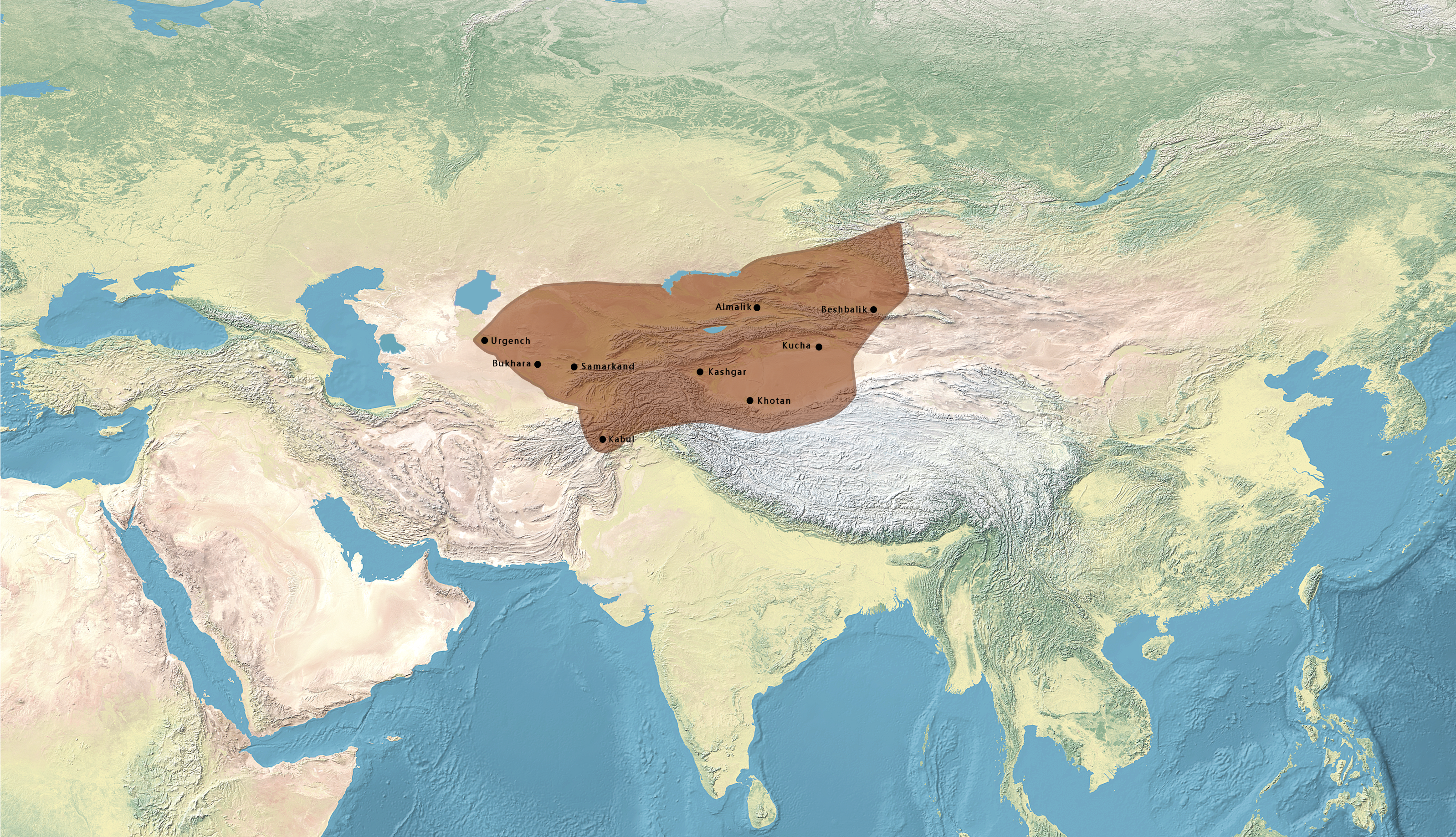
Het grondgebied van het kanaat van Chagatai rond 1300

Na de dood van Genghis Khan in 1227 werd het land dat hij veroverd had verdeeld onder zijn drie hem overlevende zoons: Chagatai, Ögedei en Tolui. De erfgenamen Batu, Orda en Siban van zijn al overleden zoon Jochi deelden Rusland en Siberië. Chagatai kreeg grote delen van Centraal-Azië, Ögedei werd khagan en kreeg delen van China en Tolui was enige tijd regent en had de macht over Mongolië. Het kanaat van Chagatai lag dus in het midden van het Mongoolse rijk. Chagatai regeerde over het kanaat van Chagatai van 1226 tot 1242, het jaar dat zowel hij als Ögedei stierven.
Veel van de daaropvolgende geschiedenis van het kanaat van Chagatai hangt samen met de geschiedenis van de overerving van de macht van de khagan in Mongolië. Van oudsher spanden de clans in groepen van twee samen: de clan van Jochi met de clan van Tolui en de clan van Chagatai met die van Ögedei. Dit had te maken met de verschillende redenen van het geven van steun aan elkaar bij het verkiezen van de eerste khagan, waarbij Chagatai onder geen beding Jochi wilde kiezen, terwijl hij wel voor Ögedei was.
De opvolger van Chagatai was Qara Hülëgü, niet te verwarren met diens oudoom Hulegu. Deze was door Ögedei genomineerd om hem op te volgen en werd door diens uiteindelijke opvolger en zoon Güyük daarom ontdaan van de macht en vervangen door Yesü Möngke, niet te verwarren met diens oudoom Möngke. Na de dood van Güyük brak een tijd van onrust aan, die door de vijanden van Güyük werd aangegrepen om de macht te grijpen. Möngke werd khagan en herbenoemde Qara Hülëgü tot khan van het Khanaat van Chagatai.
Qara Hülëgü werd opgevolgd door diens zoon Mubarak Shah. Deze was van 1252 tot 1260 aan de macht, waarbij zijn moeder Orghina als regent optrad. Qara Hülëgü werd echter afgezet door de khagan-troonpretendent Ariq Boke, die zijn vazal Alghu benoemde. Het Khanaat van Chagatai raakte in een burgeroorlog verwikkeld en uiteindelijk kwam veel van het gebied onder de macht van Alghu. Alghu, die ook een afstammeling van Chagatai was, sloot zich aan bij Koeblai Khan en keerde zich tegen Ariq Boke en verklaarde hem de oorlog. Hij verklaarde ook de oorlog aan Kaidu, een andere khagan-troonpretendent, die zich opstelde als vijand van Koeblai. Om deze strijd te winnen, riep hij de hulp van Berke, khan van de Blauwe Horde in, die hem voorzag van een leger en geld. Alghu won de strijd, maar stierf voor hij definitief iets kon bereiken in 1266.
Orghina kroonde haar zoon Mubarak Shah weer in 1266, maar deze werd afgezet door Koeblai, omdat hij een vijand was geweest van Alghu. Bovendien steunde Koeblai de claims van Baraq, die een coupe pleegde na de afzetting van Mubarak Shah. Baraq vestigde al gauw een reputatie als leider met vaste hand en hij verbande de afgezanten van Koeblai uit zijn gebied. Daarop versloeg hij een leger van Koeblai en verwoestte hij enige gebieden in diens rijk. Hij sloot echter vrede met Koeblai omdat deze hen gratie verleende voor zijn daden, wat als reden had dat hij Baraq nodig had om Kaidu te kunnen verslaan. Om die reden moest Baraq, met een zeer goed uitgerust leger, Koeblai helpen Kaidu te verslaan. Het leger van Baraq werd verslagen en plunderde het rijk van Kaidu op de vlucht naar huis, waardoor Kaidu alsnog vrede moest sluiten met Baraq. Bronnen verschillen over de datum hiervan, maar men vermoedt dat dit tussen 1267 en 1269 was.
Deze vrede bleef echter gespannen en Baraq schond meermaals het verdrag om gebied te herwinnen dat hij verloren was. Samen met Kaidu besloot hij het Ilkhanaat binnen te vallen in 1270. Dit verliep goed, totdat legeronderdelen van Baraq zich tegen hem keerden en naar Kaidu keerden. Kaidu sloot vrede met de Ilkhan en in de strubbelingen die volgden raakte Baraq gewond. Hij stierf later, waarschijnlijk aan vergiftiging, mogelijkerwijs aan zijn wonden. Kaidu kroonde zich tot khan van het Khanaat van Chagatai en de dertig jaar daarna zette hij zijn stromannen op de troon. Opvolgers van Baraq bleven evenwel vechten tegen Kaidu en diens opvolgers.

## Latere geschiedenis
De eerste stroman van Kaidu was Negübei. Deze rebelleerde echter al gauw, mogelijkerwijs in een alliantie met de zonen van Baraq en Alghu. Hij regeerde maar van 1271 tot 1272 want werd toen vermoord door de nieuwe leider: Buqa Temür. Deze regeerde zo'n tien jaar, maar was niet bestand tegen de zonen van Alghu en Baraq en de Ilkhans, die nog altijd de macht over het Khanaat van Chagatai wilden overnemen. Buqa Temür werd vervangen door zijn meester Kaidu, die hem te zwak vond. Deze wees Duwa aan als nieuwe leider. Deze vocht met Kaidu tegen de Yuan-dynastie en de Ilkhans. Hij wist zich te handhaven tot de dood van Kaidu in 1301, waarna hij tweedracht zaaide in diens familie door een andere troonopvolger voor Kaidu te steunen dan deze zelf had aangewezen. Duwa steunde Kaidu's oudste zoon Chapar, in plaats van diens jongste zoon Orus. Hij kroonde Chapar als tegen-khagan, de tegenpool van de opvolgers van Koeblai. Duwa sloot echter al snel vrede met Chengzong en veroverde met hem het rijk van Chapar.
In de jaren 1340 verviel het Kanaat in een chaos en hield op te bestaan als een aparte eigen politieke entiteit.  In 1347 splitste het Chagatai-kanaat zich in twee delen. Het westelijke deel, met Samarkand als centrum, beheerste de regio Transoxanië. Het oostelijk deel staat in de geschiedschrijving bekend als Moghulistan.

## Lijst van khans van het kanaat van Chagatai
- Chagatai 1226-1241
- Qara Hülëgü 1242-1246
- Yesü Möngke 1246-1252
- Qara Hülëgü 1252
- Mubarak Shah 1252-1260
- Alghu 1260-1266
- Mubarak Shah 1266
- Baraq 1266-1271
- Negübei 1271-1272
- Buqa Temür 1272-1282
- Duwa 1282-1307
- Könchek 1307-1308
- Taliqu 1308-1309
- Kebek 1309-1310
- Esen Buqa I 1310-1318
- Kebek 1318-1326
- Eljigidey 1326
- Duwa Temür 1326
- Tarmahirin 1326-1334
- Buzan (khan) 1334-1335
- Changshi 1335-1338
- Yesun Temur 1338-1342
- Ali-Sultan 1342
- Muhammad I ibn Pulad 1342-1343
- Qazan Khan 1343-1346